# Карл Лудвиг фон Зайн-Витгенщайн-Зайн
Карл Лудвиг фон Зайн-Витгенщайн-Сайн (на немски: Karl Ludwig von Sayn-Wittgenstein-Sayn; * ок. 1655; † 21 октомври 1699) е граф на Зайн-Витгенщайн-Зайн, господар на Киршгартхаузен/Зандхофен до Манхайм, командир на Франкентал.

## Произход
Той е син на граф Кристиан фон Зайн-Витгенщайн-Зайн, господар на Киршгартхаузен (1621 – 1675) и втората му съпруга графиня Филипина фон Изенбург-Бюдинген-Бирщайн (1618 – 1655), дъщеря на граф Волфганг Хайнрих фон Изенбург-Бюдинген (1588 – 1638) и графиня Мария Магдалена фон Насау-Висбаден-Идщайн (1592 – 1654).

## Фамилия
Карл Лудвиг фон Зайн-Витгенщайн-Зайн се жени 1683 г. за Анна Мета фон Брокдорф († 6 януари 1718), дъщеря на Йоахим фон Брокдорф и Мета фон Румор. Те имат един син:
- Филип Вилхелм фон Зайн-Витгенщайн-Зайн (* 5 септември 1688; † 6 май 1719, Киршгартхаузен), граф на Зайн-Витгенщайн-Зайн, господар на Киршгартхаузен, женен на 9 ноември 1712 г./9 декември 1712 г. в Бирщайн за графиня Анна София фон Изенбург-Бюдинген-Бирщайн (* 10 ноември 1691, Бирщайн; † 20 септември 1765, Бирщайн), дъщеря на граф Вилхелм Мориц фон Изенбург-Бирщайн (1657 – 1711) и Анна Амалия фон Изенбург-Бюдинген (1653 – 1700).